# رابرت کارلایل
رابرت کارلایل (به انگلیسی: Robert Carlyle) بازیگر اسکاتلندی و متولد ۱۴ آوریل ۱۹۶۱ است.
از فیلم‌های معروف او می‌توان به فیلم دنیا کافی نیست اشاره کرد.

## بخشی از جوایز و افتخارات
- برنده بفتای بهترین بازیگر نقش اول مرد برای فیلم The Full Monty در سال ۱۹۹۷

## گزیدهٔ نقش‌آفرینی‌ها
فهرست برخی از فیلم‌هاو سریال‌هایی که رابرت کارلایل در آن‌ها به ایفای نقش پرداخته‌است:
- اراذل و اوباش (۱۹۹۱)
- وکلای مدافع (۱۹۹۲)
- انسان (۱۹۹۴)
- هیمیش مکبث (۱۹۹۷–۱۹۹۵)
- دنیا کافی نیست (۱۹۹۹)
- حریص (۱۹۹۹)
- پلانکت و مک‌لین (۱۹۹۹)
- ساحل (۲۰۰۰)
- ایالت پنجاه و یکم (۲۰۰۱)
- برای پایان دادن به تمام جنگ‌ها (۲۰۰۱)
- باروت، خیانت و دسیسه (۲۰۰۴)
- ماهی مرده (۲۰۰۴)
- اراگون (فیلم) (۲۰۰۶)
- ۲۴: رستگاری (۲۰۰۸)
- روزی روزگاری
- رگ‌یابی ۱۹۹۶
- فول مانتی ۱۹۹۷
- رگ‌یابی ۲ ۲۰۱۷